# Ștefania Mărăcineanu
Ștefania Mărăcineanu (n. 18/30 iunie 1882, București, România – d. 15 martie 1944, București, România) a fost o chimistă și fiziciană română de renume internațional, care a formulat teorii despre radioactivitate, radioactivitatea artificială și procedeul de declanșare artificială a ploii.

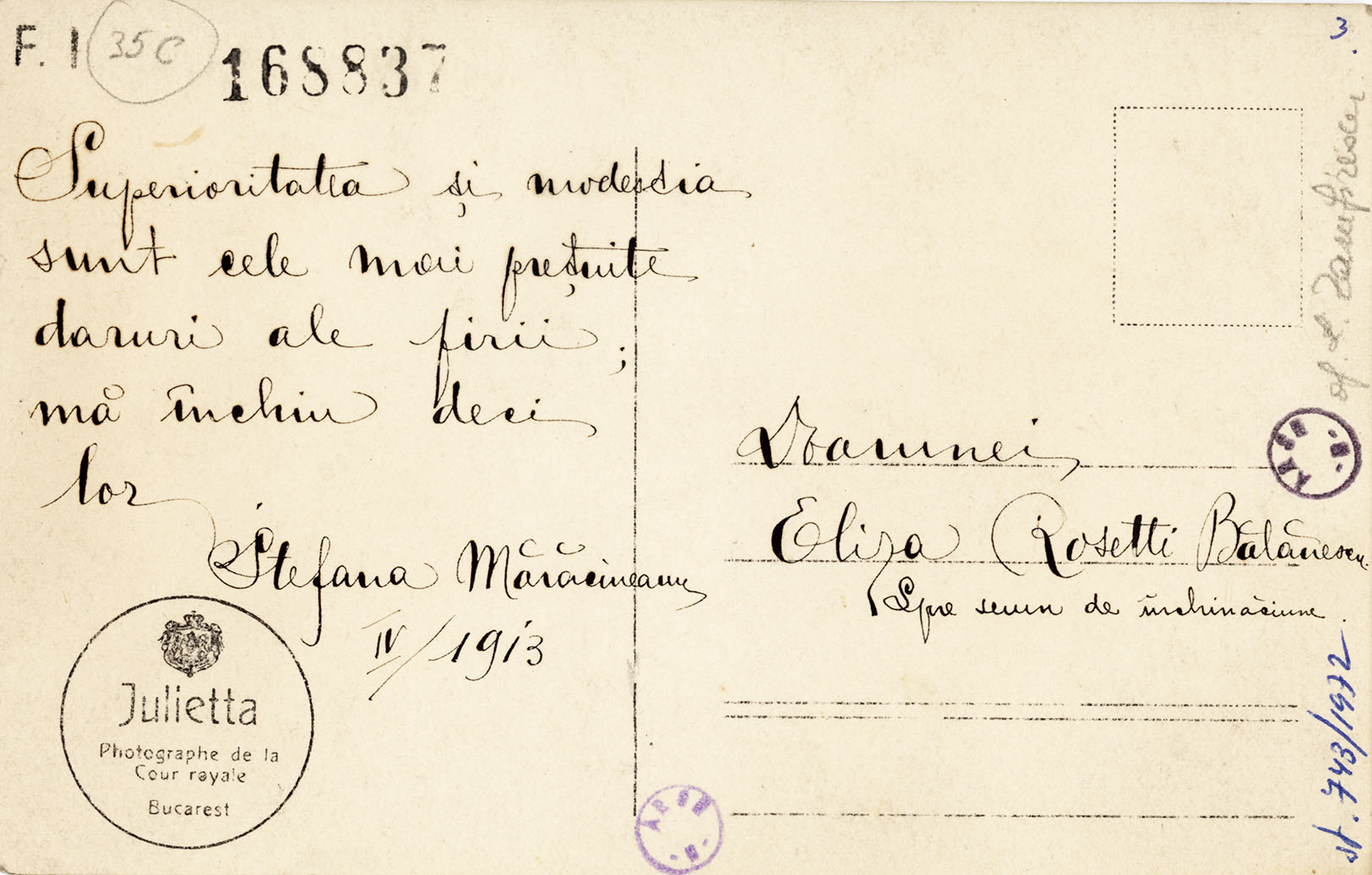
Carte poștală (verso) trimisă de Ștefania Mărăcineanu în 1913 doamnei Eliza Rosetti Bălănescu

## Biografie
Ștefania Mărăcineanu s-a născut în București, la 17 iunie 1882. În anul 1888, la vârsta de doar 6 ani, a rămas orfană, eveniment care i-a marcat profund copilăria. Se știu foarte puține detalii despre viața ei timpurie, cu excepția faptului că a avut o copilărie nefericită, despre care ea nu a vrut să vorbească. A studiat la Liceul „Elena Doamna” din București, unde a obținut diploma de învățătoare în anul 1899, apoi la Școala Centrală de fete din București, unde a absolvit secția clasică-modernă a liceului în 1903 și apoi, prin examen de diferență, secția reală în 1904.
Ulterior, a urmat cursurile Facultății de Științe din cadrul Universității din București, unde a obținut licența în științe fizico-chimice în 1910. În timpul studiilor universitare a realizat o lucrare de optică care i-a adus un premiu, la recomandarea profesorului Constantin Miculescu.
Un an mai târziu a intrat în învățământ, ca profesoară suplinitoare, apoi provizorie. La examenul de capacitate ținut în 1914, s-a clasat pe primul loc, cu media 9,57, și a fost numită profesoară definitivă de fizico-chimice la Școala Centrală, unde își făcuse studiile liceale, post pe care l-a deținut până în momentul pensionării.
După încheierea Primului Război Mondial, Ștefania Mărăcineanu a cerut un concediu de studii, iar începând din 1922, cu ajutorul unei burse, Ștefania Mărăcineanu a urmat cursurile de radioactivitate ținute de Marie Curie la Institutul Radiului din Paris. În 1924 și-a susținut lucrarea de doctorat cu titlul Recherches sur la constante du polonium et sur la pénétration des substances radioactives dans les métaux la Universitatea Sorbona din Paris pentru care a primit calificativul Très Honorable. Cu o scurtă întrerupere, a rămas în continuare șase ani la Paris pentru a studia efectul radiației solare asupra substanțelor radioactive. Pe când studia radioactivitatea poloniului, Ștefania Mărăcineanu a observat că timpul de înjumătățire al poloniului pare să depindă de materialul pe care este depozitată proba de poloniu. Explicația dată de ea acestui fenomen a fost că particulele alfa emise de poloniu ar transforma materialul substratului într-un element radioactiv.
La 1 ianuarie 1925, a fost numită asistentă la laboratorul de căldură, termodinamică și electricitate al Facultății de Științe din București, fiind însă menținută în continuare în concediu pentru activități științifice în străinătate.
În 1930 s-a întors în România și a devenit colaboratoare a profesorului Dimitrie Bungențianu la Universitatea din București, reușind să creeze cu mijloace proprii primul Laborator de Radioactivitate din România. Cu ajutorul profesorilor Bungențianu și Nicolae Vasilescu-Karpen experimentează o metodă de declanșare a ploilor artificiale prin dispersarea de săruri radioactive în nori.
În 1935, Premiul Nobel pentru chimie a fost atribuit lui Frédéric Joliot-Curie și Irène Joliot-Curie pentru descoperirea radioactivității artificiale. Ștefania Mărăcineanu a exprimat consternarea ei pentru faptul că Irene Joliot-Curie folosise o mare parte din observațiile sale de lucru referitoare la radioactivitatea artificială, fără să menționeze aceasta. Mărăcineanu a susținut public că a descoperit radioactivitatea artificială în timpul anilor ei de cercetare din Paris.
A fost membru corespondent al Academiei de Științe din România începând cu 21 decembrie 1937.
Ștefania Mărăcineanu s-a îmbolnăvit de cancer, boală provocată, cel mai probabil, de expunerea îndelungată la radiații. În ultimele patru luni ale vieții a fost internată la Spitalul Colentina din București, sub îngrijirea profesorului doctor Nicolae Ionescu-Sisești, unde a decedat la 15 martie 1944. A fost înmormântată la Cimitirul Bellu în după-amiaza zilei de 18 martie 1944, la ora 17:00.

## Ipoteze controversate
Ștefania Mărăcineanu a studiat legătura dintre radioactivitate și ploi, iar mai târziu relația dintre cutremure și precipitații. Ea s-a lansat și în alte ipoteze controversate, cum ar fi influența razelor de soare sau chiar a apei de ploaie asupra radioactivității. Ipoteza că razele de soare ar putea induce radioactivitate artificială a fost dezbătută îndelung în comunitatea științifică de atunci, atât în Franța, cât și în Germania și Anglia. Se pare că disputa a fost destul de aprinsă și a contribuit la izolarea Ștefaniei Mărăcineanu de grupul de la laboratorul Curie.